# Groupement Football Albanais de Rumilly-Vallières
« Football club sportif Rumilly Albanais » redirige ici. Pour le club omnisports historique de Rumilly, voir Football club sportif Rumilly.
Maillots
Actualités
Dernière mise à jour : 24 septembre 2024.
Le Groupement Football Albanais de Rumilly-Vallières, abrégé en GFA Rumilly-Vallières est un club de football français fondé en 2018 et situé à Rumilly dans le Pays de l'Albanais en Haute-Savoie. Il résulte de la fusion du Football club sportif de Rumilly, fondé en 1932, avec les clubs voisins du FC Marcellaz-Albanais, du FC Marigny-Saint-Marcel et l'ES Vallières. Il évolue actuellement en championnat de France de football de National 2.

## Historique

### FCS Rumilly
Après une tentative à la fin des années 1900 avortée par la guerre, le rugby est relancé à Rumilly sous l'impulsion de l'Avant-garde albanaise, club de gymnastique de la ville. Dans le même temps, une équipe de football est engagée en championnat. Cependant, en raison de désaccords au sein de l'association, le football est rapidement abandonné alors que le rugby sera développé au sein du Football Club Rumilly, créé en 1929.
En 1932, c'est le retour du football dans la ville avec la création du Club sportif Rumillien. Les matchs se jouent à l'époque sur la place d’Armes (place qui existe toujours), la fontaine publique s'y trouvant fait usage de douches et l’hôtel du Commerce devient le siège du nouveau club, avant d'être transféré au Grand Café puis à l’hôtel de la Poste. Jouant en troisième série du district haut-savoyard, l’équipe gravit un à un les échelons départementaux, avant que la guerre n'éclate, obligeant les dirigeants à cesser toute activitéLe 24 avril 1942, dans le salon de l’Hôtel du Cheval Blanc, le Football Club Rumilly (club de rugby) accède à une demande de fusion avec le CS Rumillien dont les délégués sont alors nommés : Choquard, Bornand, Béchet et Pagliano, cette réunion s'effectuant dans le cadre d'une concorde sportive demandée par le gouvernement vichyste. C'est la naissance du Football club sportif de Rumilly qui sera plus tard reconnue par le Journal officiel de la République française le 25 mai 1945,,,. Pendant cette période, le football reprend à Rumilly grâce notamment à des jeunes issus des chantiers de la jeunesse française. Le club se développe et une équipe réserve est créée en 1946 puis une équipe junior en 1948. La Place d’Armes devenue injouable, les matchs ont lieu sur terrain de la Croix Noire, puis, sur celui de l’Aumône avant de se déplacer enfin à l'actuel stade des Grangettes (inauguré pendant la saison 1956-1957). À l'issue de la saison 1952-1953, le club est relégué en première division de district et il lui faut attendre 11 ans avant de retrouver la Division d’Honneur en 1964, ayant connu trois promotion de suite à partir de 1961,.
Le club retombe au niveau Promotion de Première Division de District dès 1967 après trois relégations consécutives. Il remonte en division d'Honneur en 1975. Il essaye de s'installer à ce niveau malgré deux relégations en Promotion d'Honneur (en 1979 et 1984) suivies des deux remontées en DH (en 1981 et 1988). Le club parvient enfin à se maintenir durablement au plus haut niveau régional.
En 1989, le FCSR finit champion de Division d'Honneur et accède au Championnat de France de Division 4. Au bout de deux ans en Division 4, le FCSR finit deuxième de son groupe et parvient à accéder à la troisième division.
L'équipe ne réussit cependant pas à s'y maintenir, étant relégué en D4 en 1992, puis reversé en National 3 (D5) en 1993 (à la suite de la réorganisation des championnats amateurs nationaux). Deuxième de son groupe de National 3, le FCSR remonte en quatrième division, appelée maintenant National 2. Il n'arrive toujours pas à se maintenir, retournant en National 3 dès 1995.
Le FCSR évolue au cinquième niveau national jusqu'en 2001 (entre-temps le championnat prend le nom de « championnat de France amateur 2 »). Il est relégué en division d'Honneur, ayant terminé la saison à la dix-septième place. Il fait sa réapparition en CFA 2 de 2003 à 2005, étant vice-champion de DH en 2003.
À la suite de trois relégations en six ans, se retrouve en Promotion d'Honneur régional (8e niveau national, et 3e niveau régional) en 2010.
Le club utilise le nom de Football club sportif Rumilly Albanais (FCSRA).

### GFA Rumilly Vallières
| \| Delaunay Bozon Lévêque Ribeiro Boinali Guillaud Peuget Cottin Gay Moke-Njedi Liongo-Aduma \| Composition du GFA Rumilly-Vallières en demi-finale de la coupe de France 2021 |
| Delaunay Bozon Lévêque Ribeiro Boinali Guillaud Peuget Cottin Gay Moke-Njedi Liongo-Aduma                                                                                      |

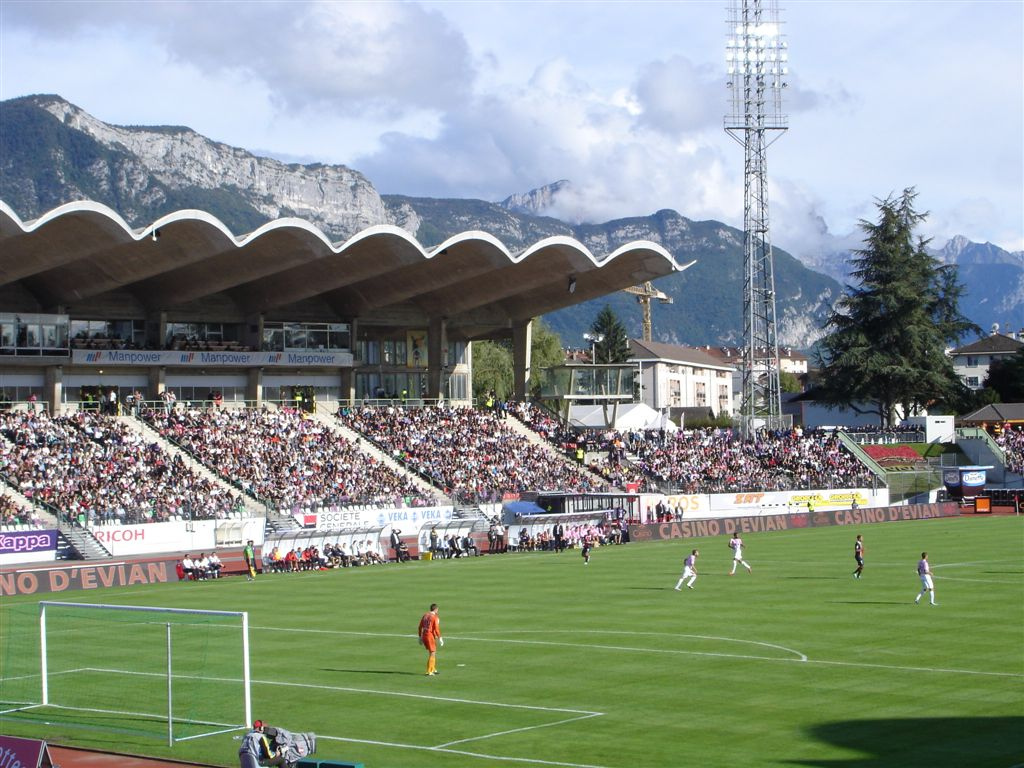
Le Parc des Sports d'Annecy où le GFA Rumilly-Vallières affronte l'AS Monaco en demi-finale de la coupe de France 2021.

L'ES Vallières est promu en National 3 pour la saison 2018-2019. Il fusionne avec le FCS Rumilly, les clubs de Marcellaz et de Marigny.
Le nouveau club se qualifie en 1/8e de finale de la Coupe de France le 6 mars 2021 en éliminant le club voisin, le FC Annecy, pensionnaire de National (1-1, victoire 6 à 5 aux tirs au but) et affronte entre Le Puy Foot 43 Auvergne, pensionnaire de N2, qu'il bat facilement 4-0.
Le club se qualifie en demi-finale après avoir éliminé le Toulouse FC grâce à sa victoire 2-0 (but de Mathieu Guillaud et Anthony Rouault qui marque un C.S.C) au Parc des Sports d'Annecy.
Le 21 avril 2021, lors de la 104e édition de la coupe de France, le GFA Rumilly-Vallières devient le quatrième club de quatrième division de l’histoire à atteindre les demi-finales de la Coupe de France.
Le GFA finit son épopée en Coupe de France en demis-finale avec une défaite 1-5 contre l'AS Monaco, malgré avoir ouvert le score par Alexi Peuget.
Un an après l'épopée, le GFA est relégué en National 3 en terminant à 1 point de Lyon La Duchère, après s'être tout de même distingué en Coupe de France en éliminant de nouveau son voisin, le FC Annecy, qui sera promu en Ligue 2 à l'issue de la saison.
De retour en National 3 pour la saison 2022-2023, le GFA lutte jusqu'au bout de la saison pour remonter en N2 mais termine finalement dauphin du FC Bourgoin-Jallieu, avec 2 points de retard et une différence de buts supérieure. Un sort cruel d'autant plus que les Savoisiens ont été accrochés à domicile par l'AS Domérat, équipe d'ores et déjà reléguée en Régional 1, lors de l'avant-dernière journée.
Les Rumilliens abordent donc dans un esprit revanchard la saison 2023-2024 avec leur nouveau coach, Cédric Rullier. Si les trois premières journées (2 points pris seulement) sont compliquées, le GFA va finalement rouler sur le championnat, ne perdant qu'une fois (contre le Jura Dolois Football) à partir de la 4e journée. Porté par un effectif composé de jeunes joueurs et de vieux briscards ayant pour certains connu le National voire le monde professionnel, le club termine premier haut la main avec 13 points d'avance sur le CA Pontarlier, est la meilleure équipe à domicile et à l'extérieur du groupe ainsi que la meilleure attaque et la meilleure défense de la poule.
Le retour de Rumilly en National 2 pour la saison 2024-2025 est fracassant : le club enchaîne les belles performances, une victoire contre le SC Toulon à la première journée, des nuls obtenus au Puy ou à Cannes et une raclée mise à Andrézieux-Bouthéon (4-0). le 04 octobre 2024, les Savoisiens s'inclinent sur la pelouse du MGCB. Les Bucco-Rhodaniens ont ainsi mis fin à une série exceptionnelle de 23 matchs sans défaite en championnat pour les Rumilliens, la meilleure de l'histoire du club. Le 21 décembre 2024, le GFA s'incline aux Grangettes face à Istres, une première en championnat depuis le 15 avril 2022.

## Image et identité

### Logos

Logo du FCSRA (avant 2018).
Blason de 2018 à 2021.
Blason depuis 2021.

## Palmarès

### FCS Rumilly
| Compétitions nationales                                                               | Compétitions régionales                                                                                        |
| - Division 4 - Deuxième du groupe E : 1991 - National 3 - Deuxième du groupe F : 1994 | - Division d'Honneur (Rhône-Alpes) - Champion : 1989 - Division d'Honneur (Rhône-Alpes) - Vice-champion : 2003 |

### GFA  74 (depuis 2018)
| Compétitions nationales                                                                               |
| - National 3 - Promotion : 2018 - National 2 - Promotion : 2020 - Coupe de France - 1/2 finale : 2021 |

## Entraîneurs
| # | Entraîneur       | Début     | Fin       |
| - | ---------------- | --------- | --------- |
| 1 | Fatsah Amghar    | 2018      | fév. 2022 |
| 2 | Stéphane Bernard | mars 2022 |           |